# Nowawes

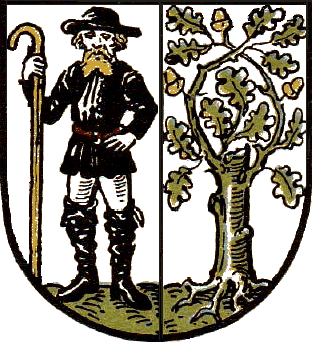
Ehemaliges Stadtwappen

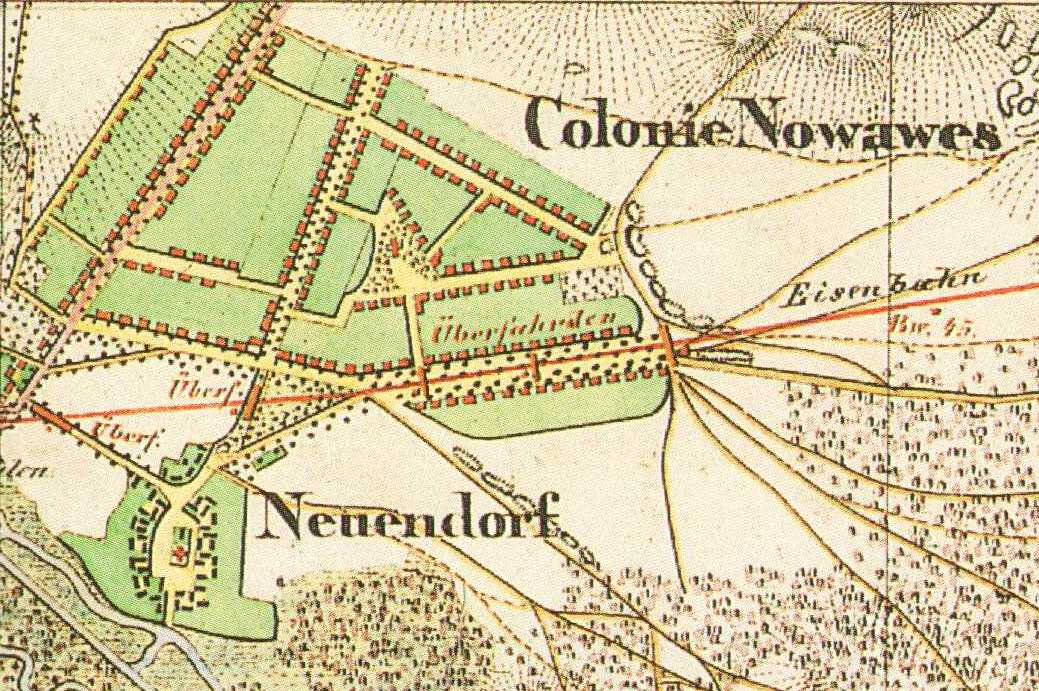
Nowawes auf Messtischblatt, 1835

Nowawes (deutsch: Neudorf, Neues Dorf) war eine Ortschaft östlich von Potsdam auf dem Gebiet des heutigen Stadtteils Babelsberg, die von Friedrich dem Großen als friderizianische Kolonie für wegen ihres Glaubens verfolgte evangelische Weber und Spinner aus Böhmen, Exulanten genannt, direkt neben dem alten Rundlingsdorf Neuendorf ab 1751 angelegt wurde. Die Weber verarbeiteten zunächst Baumwolle (Kattun) für den Berliner Kattunfabrikanten Benjamin Elias Wolff. Ein weiteres Ziel des Königs war die einheimische Herstellung von Seide, um nicht auf den Import dieses Luxusprodukts angewiesen zu sein. Auf einem dreieckigen Grundriss entstanden kleine Weberhäuser an Straßen, die mit tausenden Weißen Maulbeerbäumen als Grundlage für die Seidenspinnerei bepflanzt waren. Auf dem in der Mitte liegenden heutigen Weberplatz wurde durch den holländischen Baumeister Jan Bouman 1752–1753 die Friedrichskirche errichtet.

## Geschichte

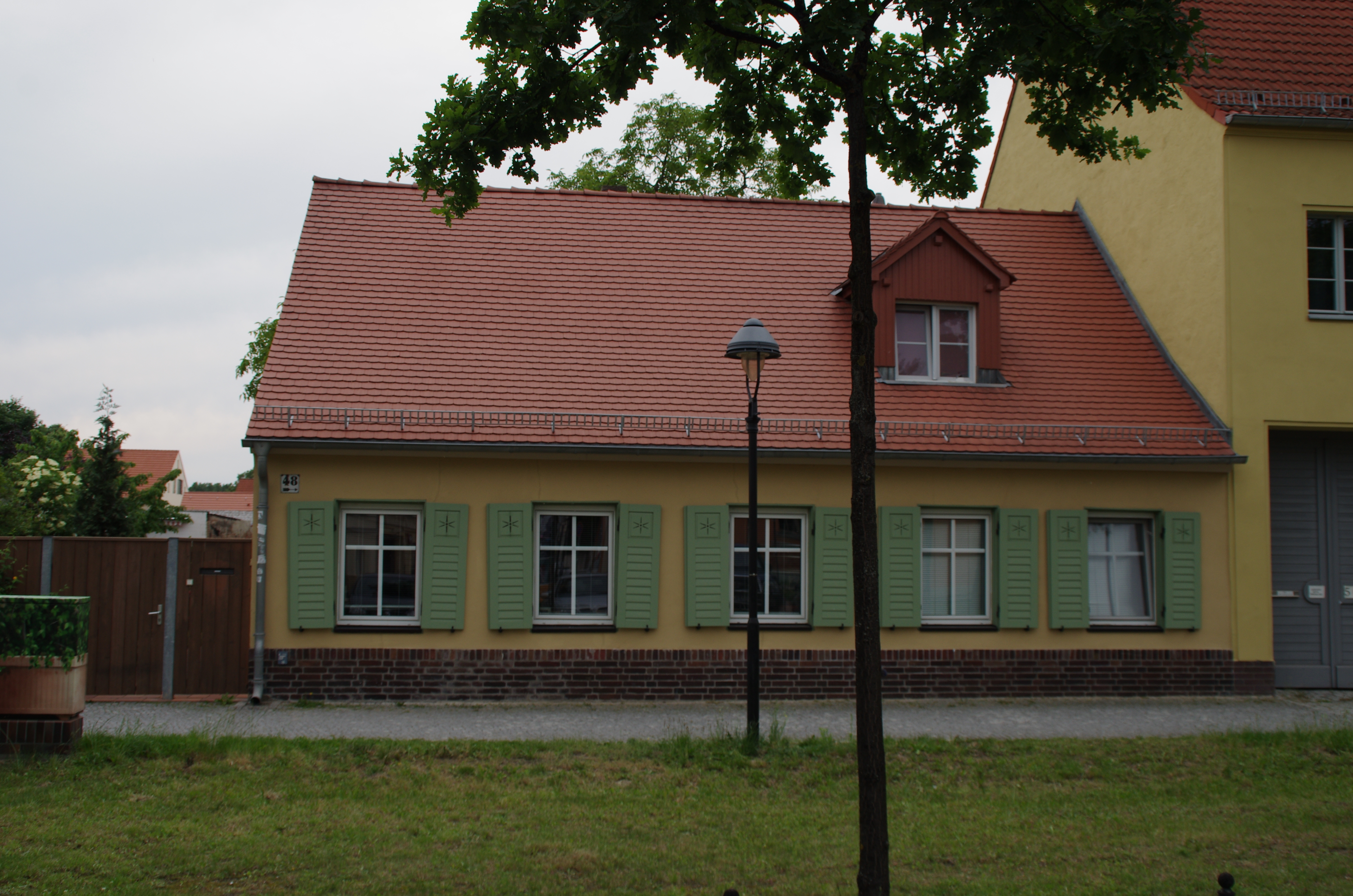
Typisches Kolonistenhaus
(Alt Nowawes 48)

Verantwortlich für den Bau der Kolonie war zunächst der Oberst und spätere General Wolf Friedrich von Retzow, der sich schon bei der Trockenlegung des Oderbruchs bewährt hatte. Im Vorwege wollte er die böhmischen Glaubensflüchtlinge für Potsdam anwerben. Der Bau der Kolonie erfolgte 1751–1754 in zwei Bauabschnitten auf der von Friedrich II. ausgewiesenen Fläche nördlich des Neuendorfer Angers. 1764–1767 wurde die Siedlung von General Heinrich Wilhelm von Anhalt als Nachfolger des im Siebenjährigen Krieg gefallenen Retzows erweitert. Die Ausführung des Baus übernahm der Oberhofbaurat und Baumeister Heinrich Ludwig Manger. In der Anfangsphase führte die Kolonie den Namen Etablissement bei Potsdam, dann Böhmisch Neuendorf. Die spätere Bezeichnung ‚Nowawes‘ ist eine Abwandlung des tschechischen Nová Ves und bedeutet ‚neues Dorf‘.
Nowawes umfasste nach dem Ende der Bautätigkeit auf etwa 72 Hektar Fläche 210 Häuser für 420 Familien. Dort lebten 1767 bereits 1000 Kolonisten. Zunächst waren zwei Drittel aus Böhmen, nach dem zweiten Bauabschnitt nur noch zehn Prozent. In diesem zweiten Abschnitt siedelten sich vor allem Handwerker (Zimmerleute, Maurer, Bäcker, Schneider, Schuster und Gärtner) an, die Friedrich II. für die Fertigstellung des Neuen Palais benötigte. Unter anderem wohnten die Eltern und der Bruder des Hofkomponisten Franz Benda in diesen Kolonistenhäusern.
Die Einwanderer aus Böhmen und Mähren hatten das Recht auf tschechischsprachigen Schulunterricht und Gottesdienste in der Friedrichskirche (also auch auf tschechischsprachige Lehrer und Pfarrer). Das Interesse daran und die Durchführung derselben verschwanden aber innerhalb weniger Jahrzehnte.

## Entwicklung von Nowawes von der „Colonie“ zur Stadt

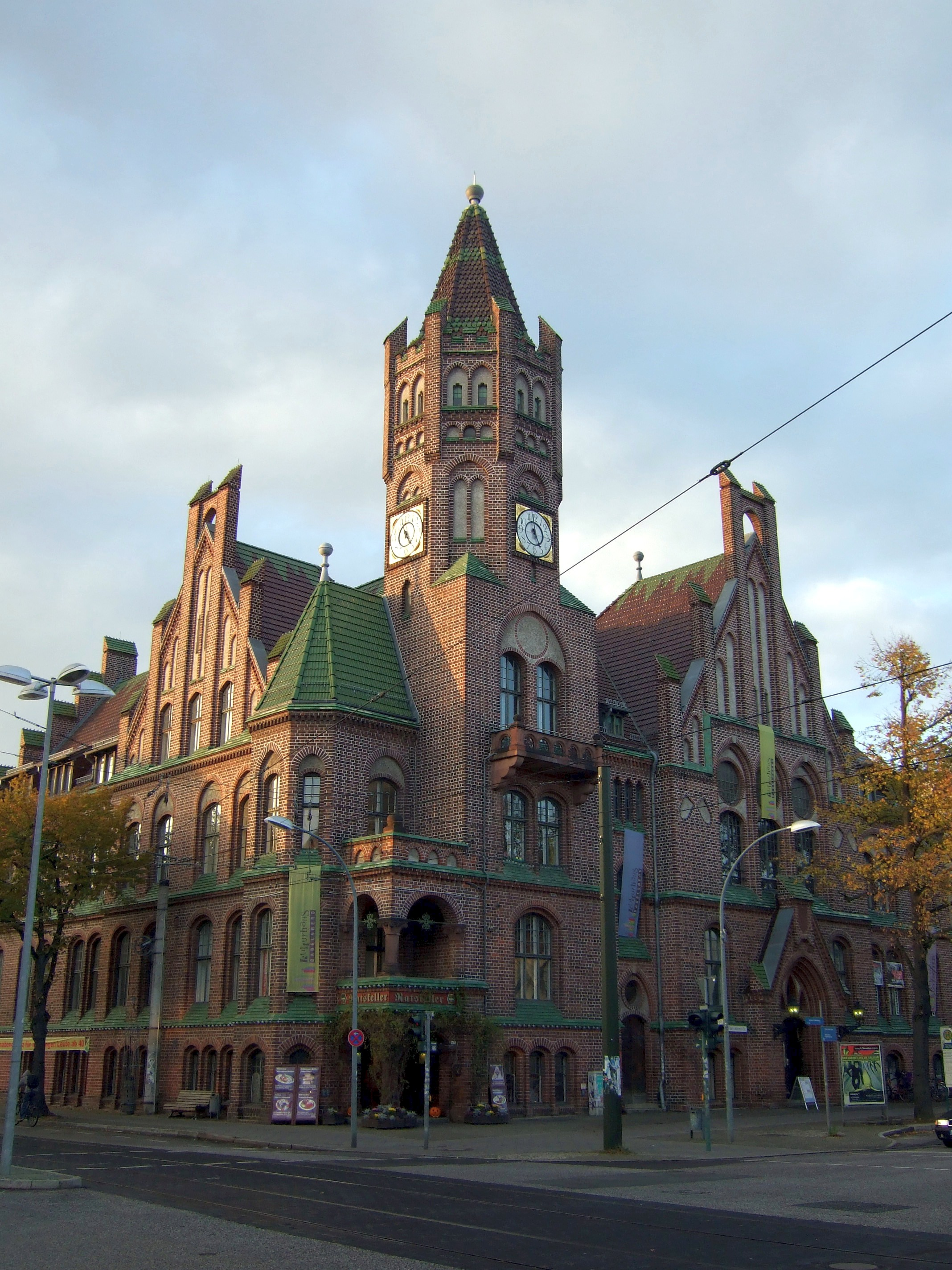
Ehemaliges Rathaus von Nowawes

Der Ort wurde 1759 als Colonie Nowawes der Königlichen Kriegs- und Domainenkammer zu Potsdam unterstellt. Er hatte damals 681 Einwohner. Erst 1795 wurde er teilweise und 1837 ganz dem Kreis Teltow untergeordnet. Bis weit in das 19. Jahrhundert hinein blieb Nowawes ein Weberdorf, in dem zeitweilig sehr ärmliche Verhältnisse herrschten. 1759 gab es dort 105 Hauswebstühle, 1797 schon 350. Nach einer Krise in den 1840er Jahren stieg ihre Anzahl bis 1885 auf 1.600, die aber bis zur Jahrhundertwende drastisch sank. Zur Bekämpfung des Weberelends wurde 1852 August Wichgraf als „Kommissarius der Colonie Nowawes“ eingesetzt, der mit der Einrichtung einer Musterwerkstatt für Webereien verschiedener Art die Ausbildung der Weber an modernen Geräten und in neuen Webtechniken förderte. Die Einwohnerzahl betrug 1864 rund 4.400, 1880 etwa 7.000, 1900 rund 10.974, 1905 waren es 12.148 und 1927 bereits 27.346. Von den ursprünglichen Kolonistenhäusern sind heute noch etwa zwei Drittel erhalten. Sie stehen als Ensemble unter Denkmalschutz.
Die Industrie entwickelte sich rasch. Ab der Mitte des 19. Jahrhunderts entstanden die ersten Textilfabriken: 1852 die erste Nähseidenfabrik des Berliner Handelshauses Liebermann & Söhne, eine zweite folgte wenig später. Anfang des 20. Jahrhunderts entwarf Hermann Muthesius für die Mechanische Seidenweberei Michels & Cie. den Neubau des Werksgebäudes.
Zwischen 1863 und 1898 siedelten sich neun weitere Industriebetriebe an: eine Jute- und Kammgarnspinnerei (siehe auch: Fabrikgebäude der Deutschen Jute-Spinnerei und Weberei), eine Jacquardweberei, eine Tuchfabrik, zwei Teppichfabriken, eine Spinnstofffabrik, eine Sack-, Plan- und Zeltfabrik, eine Seidenweberei und eine Netzfabrik unter der Leitung des Unternehmens Franz Klinder (1846–1934). Dann folgten 1899 die Lokomotivenfabrik von Orenstein & Koppel, eine Eisengießerei, 1900 die Schuhfabrik Haase & Russ und 1926 das Schallplattenunternehmen Electrola. Ab 1911 wurden in der hier gegründeten Puma Schuhfabrik GmbH Damenschuhe der Marke „Fasan“ und Herrenschuhe der Marke „Puma“ hergestellt. Durch die Nähe zu Berlin siedelten sich im Territorium mehrere wissenschaftliche und Forschungsinstitutionen an, darunter die Sternwarte Babelsberg, ein pädagogisches Institut und nachgeordnete Einrichtungen der Kaiser-Wilhelm-Gesellschaft, die sich mit naturwissenschaftlichen Forschungen befassten. Im Jahr 1911 begannen schließlich in einer leeren Fabrikhalle, in der bisher Kunstblumen hergestellt wurden, die ersten Filmateliers mit der Produktion von Dokumentar- und Spielfilmen. Daraus entwickelten sich 1918 die späteren Filmstudios der UFA (Universum Film AG). Nowawes wurde in der Weimarer Republik zur Filmstadt und blieb es auch nach seiner Umbenennung am 1. April 1938 in Babelsberg, nunmehr als Medienstadt Babelsberg bis heute.
Seit 1879 wurde Nowawes durch den Theologen Theodor Hoppe zur Heimat des Oberlinvereins und beherbergte dessen Mutterhaus mit Krankenhaus und vielfältigen Betreuungs- und Bildungsangeboten sowie Einrichtungen zur schulischen, beruflichen, medizinischen und sozialen Rehabilitation. Theodor Hoppe ist der erste und einzige Ehrenbürger von Nowawes.
Durch die industrielle Entwicklung Ende des 19. Jahrhunderts wuchsen Nowawes und Neuendorf rasch enger zusammen. An der Eisenbahnlinie zwischen Berlin und Potsdam, die durch Nowawes und Neuendorf führte, entstand 1865 eine Bahnstation zunächst unter der Bezeichnung Neuendorf, die 1891 durch den Namen Nowawes-Neuendorf ersetzt wurde. Erste Versuche zu einem Zusammenschluss beider Gemeinden im Jahre 1892 scheiterten am Widerstand des Neuendorfer Gemeinderates, auf dessen Territorium die Mehrzahl der Industriebetriebe ansässig war. Beide Gemeinden blockierten sich teilweise gegenseitig. Nachdem Neuendorf 1894/1895 ein eigenes Rathaus gebaut hatte, zog Nowawes 1900 mit seinem Rathaus nach. Allmählich reifte die Erkenntnis, dass viele gemeinsame Probleme für beide Gemeinden günstiger zu lösen wären, wenn sie sich vereinigen würden. Vertreter beider Gemeinden fassten – getrennt – am 13. August 1906 den Beschluss, Nowawes und Neuendorf am 1. April 1907 zu vereinigen. Um den neuen Ortsnamen Nowawes gab es weiterhin Streit. Einige Neuendorfer Bürger lehnten diesen Namen ab, weil er „von den tschechisch redenden Einwohnern aus ihrer Sprache“ zum Zeitpunkt ihrer Ansiedlung um 1750 aus dem Böhmischen abgeleitet worden war.
Im Jahr 1924 erhielt Nowawes das Stadtrecht mit der Auflage, weiter dem Landkreis Teltow anzugehören. Nach Verdrängung des Oberbürgermeisters Walter Rosenthal (1885–1945) Mitte 1933 aus seinem Amt durch nationalsozialistische Kräfte, denen sein Name einen zu „jüdischen Klang“ hatte, vollzog der durch die NSDAP eingesetzte Bürgermeister Kurt Benz zum 1. April 1938 den Zusammenschluss mit der Villenkolonie Neubabelsberg zur Stadt Babelsberg. Damit verschwand der alte Name, einerseits wegen seines slawischen Ursprungs, der den Nationalsozialisten missfiel, und andererseits aufgrund der Reputation als „Rotes Nowawes“ durch die starke Arbeiterbewegung in der industriell geprägten Stadt. Lange erinnerte lediglich die Straße Alt Nowawes an den Namen, doch 2006 gründete sich der Fußballverein Concordia Nowawes, in Anlehnung an den Arbeitersportverein (ASV) Concordia Nowawes, der von 1906 bis 1933 existiert hatte. Zudem erinnert heute die Straßenbahnhaltestelle „Alt Nowawes“ an die ehemals eigenständige Stadt. Nur zwölf Monate später, am 1. April 1939, erfolgte die Eingliederung der Stadt Babelsberg als ein Ortsteil in die kreisfreie Stadt Potsdam. Der Ort erhielt damit die Bezeichnung ‚Potsdam-Babelsberg‘.

## Persönlichkeiten

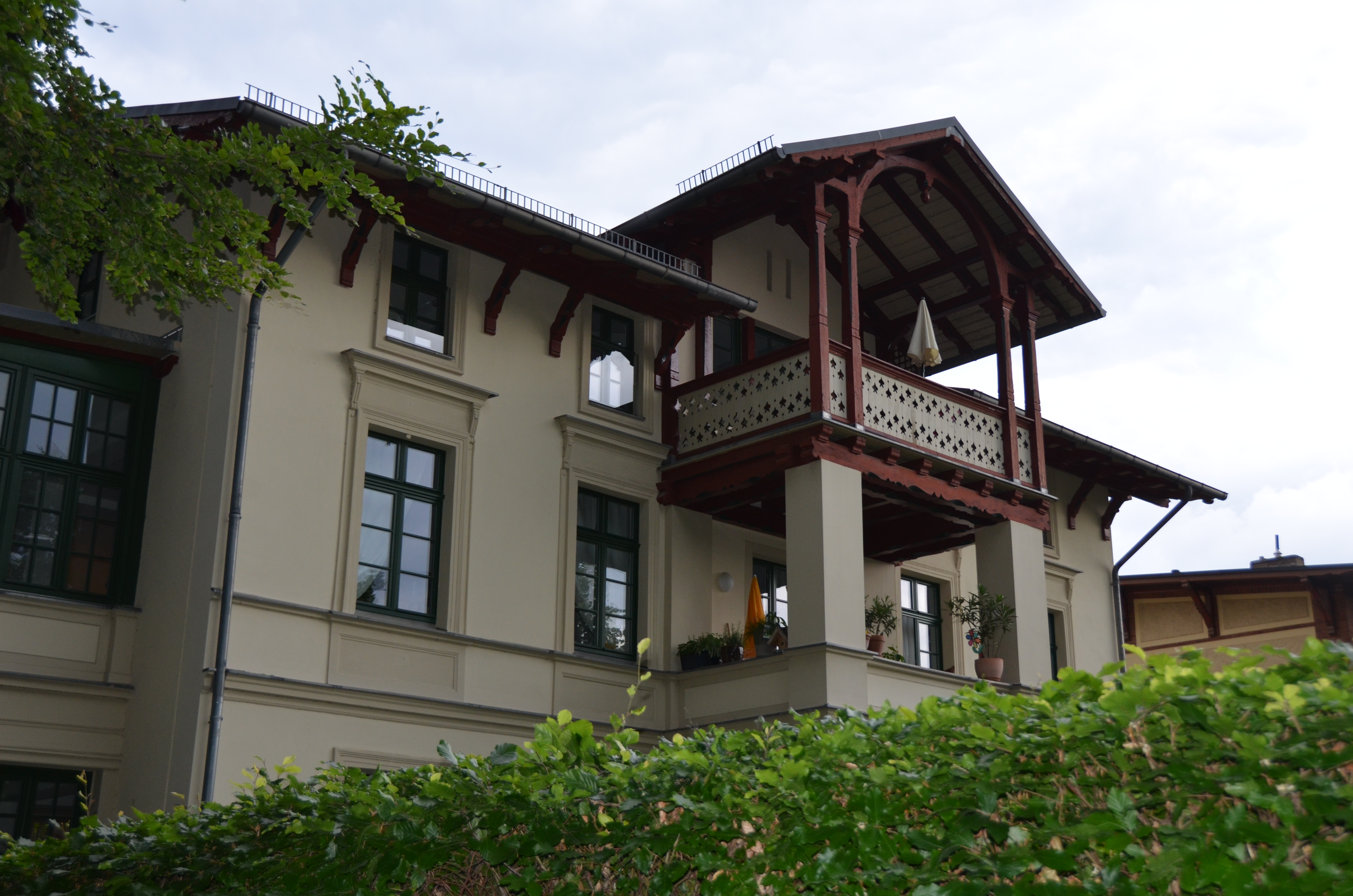
Geburtshaus von Peter Weiss

Folgende Personen wurden in Nowawes geboren:
- Julius Mücke (1838–1897), Gemeinde- und Amtsvorsteher von Nowawes 1870–1897
- Elias von Steinmeyer (1848–1922), Mediävist und Altphilologe
- Ernest Nash (1898–1974), Fotograf und Archäologe
- Gustav Dessin (1902–1985), Schriftsteller, Redakteur und Herausgeber
- Walter Nowothnig (1909–1971), Prähistoriker, Autor
- Werner Eplinius (1907–1957), Drehbuchautor
- Erwin Hinze (1909–1972), SPD-Politiker, Bürger- und Oberbürgermeister
- Herbert Frohberg (1909–nach 1945), Filmarchitekt
- Karl Gadow (1913–1992), Politiker (SPD/SED), DDR-Diplomat, zuletzt Botschafter im Königreich Nepal (1975–1978)
- Werner Nerlich (1915–1999), Maler und Grafiker
- Walther Rosenthal (1917–1987), Jurist
- Willi Teichmann (1916–1979), DEFA-Produktionsleiter
- Karl-Heinz Tietz (1919–2014), Fußballspieler
- Peter Weiss (1916–1982), Schriftsteller, Maler und Grafiker
- Hans Richter (1919–2008), Schauspieler
- Ursula Wertheim (1919–2006), Literaturwissenschaftlerin
- Helmut König (1920–2005), Erziehungswissenschaftler und Bildungshistoriker in der DDR
- Horst Schüler (1924–2019), Journalist
- Ernst Hahn (1926–2017), Fotograf
- Heiner Rank (1931–2014), Schriftsteller
- Luise Lunow (* 1932), Schauspielerin, Synchronsprecherin
- Herbert Pätzel (* 1933), Vernehmer im Stasi-Untersuchungsgefängnis Berlin-Hohenschönhausen
- Volker Emmerich (* 1938), Jurist und Rechtswissenschaftler

Folgende Personen haben Nowawes mitgeprägt:
- Theodor Hoppe (1846–1934), Pfarrer, Vorsteher des Oberlinhauses, Ehrenbürger von Nowawes
- Franz Klinder (1846–1934), Unternehmer, Netzwerkfabrikant
- Benno Orenstein (1851–1926), Unternehmer, Geheimer Kommerzienrat
- Adolf Pitsch (1851–1904), Unternehmer, Textilfabrikant
- Ernst Winkelmann (1859–1937), Amtsvorsteher, Bürgermeister
- Paul Neumann (1865–1923), Webermeister, Amtsvorsteher, Bürgermeister
- Rudolf Moos (1866–1951), Unternehmer, Handelsgerichtsrat, Gründer der Marke „Salamander“, Mitgründer der Puma-Marke
- Walter Rosenthal (1885–1945), Jurist, Syndikus, Oberbürgermeister
- Paul Fleischmann (1889–1965), Mitglied der Gemeindevertretung, Stadtverordneter, Direktor des Arbeitsamtes
- Egon Eiermann (1904–1970), geboren in Neuendorf, Architekt und Neugestalter der Kaiser-Wilhelm-Gedächtniskirche